# Elsebeth Reingaard
Elsebeth Reingaard Neumann f. Reingaard (16. september 1947 i København – 23. maj 2004 smst.) var en dansk skuespiller.
I årene 1962-1966 arbejdede hun som model i Tyskland, Danmark og Frankrig. Hun debuterede som skuespiller i Paradis retur i 1964, som hun modtog Kulturministeriets debutantpris for. Frem til 1972 indspillede hun i alt otte spillefilm. I 1965 fik hun sin debut på teatret med en rolle på Comediehuset. Hun begyndte at læse kunsthistorie ved Københavns Universitet, men skiftede senere til jura.
Hun var gift to gange, først med instruktør Jesper Høm, som hun fik en søn, fotografen Marc Reingaard Høm, med. Senere blev hun gift med advokat Per Neumann, som hun fik datteren Helene Reingaard Neumann med. Hun uddannede sig siden også til skuespiller.
Elsebeth Reingaard er begravet på Holmens Kirkegård.

## Filmografi
- Paradis retur (1964)
- Naboerne (1966)
- Der var engang (1966)
- Midt i en jazztid (1969)
- Smil Emil (1969)
- Stille dage i Clichy (1970)
- Deadline (1971)
- Farlige kys (1972)